# Allogonia superflua
Allogonia superflua är en insektsart som beskrevs av Fowler 1899. Allogonia superflua ingår i släktet Allogonia och familjen dvärgstritar. Inga underarter finns listade i Catalogue of Life.